# Kazaza
Kazaza (arab. قزازة) – nieistniejąca już arabska wieś, która była położona w Dystrykcie Ramli w Mandacie Palestyny. Wieś została wyludniona i zniszczona podczas I wojny izraelsko-arabskiej, po ataku Sił Obronnych Izraela w dniu 9 lipca 1948.

## Położenie
Kazaza leżała na pograniczu Szefeli z górami Judei. Według danych z 1945 do wsi należały ziemie o powierzchni 18 829 ha. We wsi mieszkało wówczas 940 osób.
| własność gruntów | powierzchnia gruntów (hektary) |
| ---------------- | ------------------------------ |
| Arabowie         | 14 272                         |
| Żydzi            | 0                              |
| publiczne        | 4 557                          |
| Razem            | 18 829                         |

| Rodzaj użytkowanych gruntów | Arabowie (hektary) | Żydzi (hektary) |
| --------------------------- | ------------------ | --------------- |
| drzewka oliwkowe            | 13                 | 0               |
| uprawy nawadniane           | 131                | 0               |
| uprawy zbóż                 | 15 684             | 0               |
| nieużytki                   | 2 976              | 0               |
| zabudowane                  | 38                 | 0               |

## Historia
Wieś Kazaza powstała prawdopodobnie w XIX wieku. W okresie panowania Brytyjczyków Kazaza rozwijała się jako duża wieś z meczetem. W 1922 wybudowano szkołę podstawową dla chłopców, do której w 1945 uczęszczało 127 uczniów.
Podczas I wojny izraelsko-arabskiej w nocy z 8 na 9 lipca 1948 Siły Obronne Izraela rozpoczęły operację An-Far, podczas której Kazaza została zajęta i całkowicie wysiedlona. Wszystkie jej domy zostały spalone i zniszczone

## Miejsce obecnie
Rejon wioski zajmuje obecnie baza wojskowa Sił Obronnych Izraela.
Palestyński historyk Walid Chalidi, tak opisał pozostałości wioski Kazaza: „Teren jest zamkniętą strefą wojskową”.